# 치로 카푸아노
치로 카푸아노(이탈리아어: Ciro Capuano, 1981년 8월 10일 ~ )는 이탈리아의 전 축구 선수이다.